# Y así sucesivamente
Y así sucesivamente es el sexto libro de cuentos de la escritora argentina Silvina Ocampo, publicado en 1987. Por esos años Silvina también estuvo trabajando en una novela que había abandonado y retomado varias veces, La promesa, que terminó apareciendo póstumamente en 2010.
El libro contiene veintitrés cuentos:
- La inauguración del monumento
- La música de la lluvia
- El bosque de Tarcos
- El automóvil
- La lección de dibujo
- Casi el reflejo de la otra
- El sombrero metamórfico
- El secreto del mal
- George Selwyn
- La fiesta de hielo
- El rival
- Sábanas de tierra
- La pista de hielo y de fuego
- La cabeza de piedra
- La sinfonía
- Las conversaciones
- Pier
- Algo inolvidable
- Y así sucesivamente
- El Destino
- Memorias secretas de una muñeca
- En el bosque de los helechos
- El cerrajero